# Национальное собрание (Ботсвана)
Национальное собрание (англ. National Assembly) — законодательный орган однопалатного парламента Ботсваны. Палата вождей (тсвана Ntlo ya Dikgosi) является совещательным органом при Национальном собрании.

## Состав
Однопалатное Национальное собрание парламента Ботсваны включает 63 депутата, из которых 57 депутатов избираются в ходе парламентских выборов в одномандатных округах по системе относительного большинства. Ещё четыре депутата назначаются правящей партией. Кроме этого, президент и генеральный прокурор являются членами парламента в силу занимаемой ими должности.
Избирать имеют право граждане Ботсваны, достигшие 18 лет и постоянно проживавшие в стране не менее 12 месяцев до начала регистрации. Кандидаты должны быть гражданами Ботсваны не моложе 21 года, уметь достаточно хорошо говорить и читать по-английски, чтобы принимать участие в парламентских дебатах.

## Президенты Национального собрания
- 1965—1968 — Альфред М. Мерривете
- 1968—1975 — Альберт Лок
- 1979—1989 — Джеймс Дж. Хаскинс
- 1989—1999 — Мутлакгола Нвако
- 1999—2004 — Матлапенг Рэй Моломо
- 2004—2009 — Патрик Балопи
- 2009—2014 — Маргарет Наша
- 2014—н.в. — Глэдис Кокорве

## Текущий состав Национального собрания
| Партия                             | Места | Места |
| ---------------------------------- | ----- | ----- |
| Демократическая партия             |       | 37    |
| Особые депутаты                    |       | 4     |
| Президент Ботсваны                 |       | 1     |
| Генеральный прокурор               |       | 1     |
| Зонтик за демократические перемены |       | 13    |
| Альянс за прогрессивизм            |       | 6     |
| Ботсванский патриотический фронт   |       | 1     |
| Всего                              | 63    | 63    |